# ジャンクDNA
| ジャンクDNAは何の機能も持っていないのか。 |

ジャンクDNA（英: junk DNA、junk gene、ガラクタ遺伝子）とは、染色体あるいはゲノム上の機能が特定されていないようなDNA領域のこと。日本の生物学者大野乾による命名。

## 概要
ジャンクDNAは、ゲノム解析の結果「既知の遺伝子と相同性が見られない」あるいは「配列類似性が高いにもかかわらず機能するために必須な配列に変異などがあり実際の機能が疑わしい」といった領域が多数発見されたことから、そういった一見してごちゃごちゃしており余分・無駄に見えるような未解明の領域に対して付けられた名称であるが、「無駄な領域」「ごみ領域」と言った意味合いでとらえられることが多く、必ずしも適切な名称とはいい難い。
また、分子生物学というのはまだ非常に若い学問であり、このような機能の認められていないDNAの領域も、まだ発見されていないような機構で機能しているのかもしれない、という観点から、ジャンクという呼び方は誤りであると認識されている。
実際、2005年現在、新しい研究において、ジャンクDNAがまだ確認されていない機能を果たしているかもしれない、ということが示されている(追記参照)。
ほとんどの動植物のゲノムにおいては、DNAのほとんどの部分において生物学的な役割が分かっていない。
分子生物学的な研究では、遺伝子がコード化している蛋白質に関する情報が不完全な時でも、その遺伝子の存在する染色体の領域をオープンリーディングフレーム(Open Reading Frame; ORF、実際にアミノ酸配列として翻訳される領域のこと)として識別することが可能である。
また、ゲノムを扱う科学者は、このような領域の機能や作用機構に関する情報がほとんど得られていない場合でも、それが重要であると仮定することが合理的であると認識している。
ゲノム上の塩基配列には、翻訳を受けないいわゆる非蛋白質コード領域が多数存在することが知られており、この中には、DNA複製の開始点として定義される複製起点、あるいはプロモーター、エンハンサー、サイレンサーといった遺伝子の発現を制御する生命活動に非常に重要な領域が含まれている。このことは、蛋白質にならない領域が無駄なものではないことを明確に示している。
全ヒトゲノムのうち役割が判明しているのは3%に過ぎない。
これとは対照的にトラフグのゲノムサイズは人間の1/10程度しかないが、ゲノムの1/3に有効な遺伝子としてコードされており、ほぼヒトと同数の遺伝子をもっていると考えられている。
ちなみに玉葱のゲノムサイズはヒトゲノムの約12倍であり、ヒトより多くの"ジャンク"をふくんでいると考えられる。
このように、ゲノムにおける「機能を持っている（推測できる）領域」と「"ジャンク"な領域」の比率は種によって著しく違うようである。

## 起原と機能に関する仮説
ジャンクDNAが形成され、それがゲノムの中で維持されてきた理由に関して、多くの理論が存在する。例えば、
- これらの染色体領域は進化の過程で断片化し破棄された、時に偽遺伝子として知られる無効となった遺伝子の集合である。関連する仮説に対する証拠として、ジャンクは働かなくなったウイルスの蓄積されたDNAである事が示されている。
- ジャンクDNAは遺伝子の損傷と有害な変異に対する保護的な緩衝領域としてはたらく。実際、DNAのほとんどの部分が代謝や成育といった過程に無関係な部分となっており、ヌクレオチド配列に対する単一の、ランダムな損傷が生命に影響することはほとんど起こらない。
- ジャンクDNAは、潜在的に有利な新しい遺伝子として発現しうる配列の貯蔵庫を供給する。
- 生物の胎児から成体までの成長に伴って、ジャンクDNAはメタDNA(meta-DNA、変化したDNA)としての役割を果たす。最近得られた成果では、ジャンクDNAの高度に保存された領域が全ての脊椎動物に共通であることが示されており、この事は、これらの領域は私達が生き残るために不可欠な部分であることを意味しているのかも知れない。
- ジャンクDNAはいくつかのまだ認識されていない機能を含んでいるのかも知れない。例えば、いくつかの蛋白質をコードしないRNA(non-coding RNA; ncRNA)がジャンクと考えられていた領域から転写されていることが明らかになっている。
- ジャンクDNAは本当に何も機能を持たないのかも知れない。例えば、ゲノムの1%に相当するジャンクDNA領域（前述のノンコーディングRNA遺伝子など進化的にもよく保存された領域を含む）を除去されたマウスは生存可能であり、また顕著な表現型も示さないことから、多くのジャンクDNAは、少なくとも個体発生や生命の維持には重要ではないことが示唆されている。
- 分子栄養学的個体差は一塩基置換、ジャンクDNAによる。脂溶性ビタミンで10倍、水溶性ビタミン、ミネラルで100倍の所要量の個体差が見られる。

など。
今のところ、これらの全てあるいは部分的にはかなり信頼できる。ジャンクDNAの多くの部分は遺伝子調節において重要な機能を持っているらしく、例えばヒトの場合、転写されたDNAのわずか2%の部分だけが蛋白質に翻訳される。したがって、ゲノムレベルにおける遺伝子の機能に関する、時代遅れの誤った認識を与える'ジャンクDNA'という用語は使用が避けられるべきものであり、'非蛋白質コードDNA'(noncoding DNA)のようなより正確な用語の使用が好まれる。 真の'ジャンクDNA'の領域では変異がランダムに発生し、その発生数も比較的多いだろうと予想されるため、種間での比較によってそれらの領域を識別することができる。
'真のジャンクDNA'がかなりの割合を占めるとする仮定 - 例えばヒトにおける'97%'という現在の値 - は進化論とは決して調和しえない、という事には注意が必要である。
ジャンクDNAを多量に含むということは、細胞分裂（DNAの複製）の際に役に立たないヌクレオシドを作成するために多くのエネルギーが浪費されることにつながり、生命にとっては重荷となる。
そのため、進化論的な時間のスケールにおいて'ジャンクDNA'の量は、自然選択における懲罰的な損失を被る事なく利用可能なエネルギーおよび物質量を維持できるような水準に、削除的な変異によって削減されると考えられる。
発見された時ほど多量とは考えられていないにせよ'ジャンクDNA'が存在しているという事実は、ポピュラーな科学で一般的に考えられている、よりエネルギーを維持するような自然選択の要求がそれほど厳しくないことを示唆している。